# Tomografia industriale computerizzata
La tomografia industriale computerizzata, ovvero l'introduzione della tomografia nel settore industriale, è una metodologia diagnostica relativamente recente. La tecnologia della tomografia computerizzata (CT), storicamente utilizzata in campo medico diagnostico, è stata adattata alle applicazioni industriali così da consentire l'analisi di strutture interne ed esterne dei componenti sotto differenti punti di analisi.
Le principali applicazioni di tomografia industriale sono riferite a:
- analisi difettologica di tipo non distruttivo , mirata ad identificare macro e micro difettosità interne ad un componente meccanico quali, ad esempio, cricche, porosità, inclusioni;
- analisi geometrica tridimensionale, finalizzata al confronto geometrico di componenti, parti e superfici sia esterne che interne al prodotto stesso;
- analisi funzionale, a scopo diagnostico, per valutare eventuali criticità di assemblaggio di vari componenti (es: tenuta di una guarnizione, disallineamento tra componenti assemblati, errori di montaggio).

## Applicazioni industriali

### Studio funzionale di accoppiamenti meccanici
La CT viene utilizzata per l'esame degli accoppiamenti realizzati tra differenti parti di un componente assemblato. A differenza di un'analisi in radiografia (RX), dove l'immagine prodotta risulta una proiezione bidimensionale di tutto il corpo del componente (immagine 1), con la tomografia industriale è possibile ricostruire la tridimensionalità del componente e, successivamente realizzare sezioni virtuali a scopo diagnostico (immagine 2). L'esempio riportato è relativo allo studio di un evidenziatore, effettuato sia mediante tecnica RX che mediante CT. La possibilità di discriminare materiali di differente natura e densità consente di:

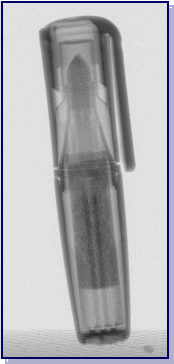
Immagine RX di un evidenziatore.

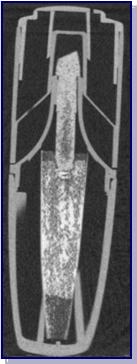
Sezione CT dello stesso componente.

- isolare la componentistica interna di un assemblato "estraendola" virtualmente dall'intero componente;
- analizzare problematiche di accoppiamento di due materiali differenti (es: saldatura di due filamenti, incollaggio di superfici,etc);
- studiare la deformazione plastica dei corpi causata dall'accoppiamento meccanico;
- realizzare modelli tridimensionali virtuali dei vari costituenti con un approccio tipico della metodologia di Reverse Engineering.
Dal confronto tra le immagini è possibile notare l'elevato grado dettaglio che si ottiene in CT; sono infatti visibili tutte le superfici di accoppiamento dei diversi componenti dell'evidenziatore: tappo, corpo principale, tampone di inchiostro.

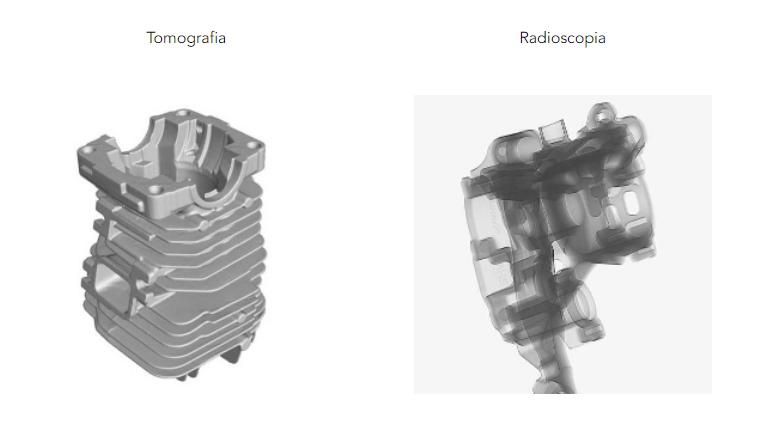
Radioscopia e tomografia Industriale

### Confronto modello CAD con un modello fisico
La tomografia industriale consente di verificare la geometria tridimensionale di un oggetto fisico con il modello CAD 3D.
Il software di analisi più diffuso e utilizzato dalla maggior parte delle aziende produttrici di impianti CT è VG Studio MAX, della società Volume Graphics.

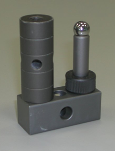
1 - Componente reale
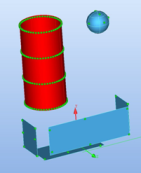
3 - Estrazione delle superfici matematiche
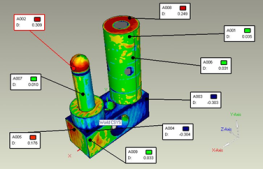
4 - Confronto con il modello CAD - 3D

### Analisi difettologica: porosità, inclusioni, cricche
L'applicazione della CT su componenti meccanici consente di effettuare indagini difettologiche, mirate ad identificare e quantificare difetti insiti nel materiale. 

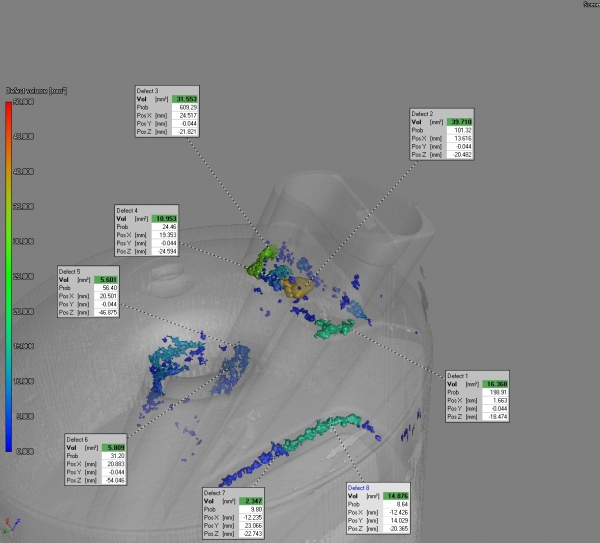
Immagine CT: difettosità e porosità su un componente in plastica

Le funzionalità dei software per l'analisi CT consentono di caratterizzare con elevato dettaglio le discontinuità del materiale: porosità da gas, irregolarità della matrice dovute a presenza di particelle indesiderate (inclusioni), fessurazioni e cricche. La possibilità di evidenziare le aree difettose in un ambiente virtuale tridimensionale consente di attuare azioni di miglioramento e di ottimizzazione durante la produzione dei componenti.
L'analisi di difettosità interna e le potenzialità dei moderni software di analisi delle scansioni tomografiche consentono di:
- osservare la forma, le dimensioni e la distribuzione dei difetti all' interno di componenti;
- localizzare zone particolarmente critiche ove sono concentrate difettosità tali da poter compromettere le funzionalità del prodotto ;
- supportare il progettista nelle fasi di industrializzazione del prodotto e nel percorso di sviluppo ed ottimizzazione del processo produttivo